# Leptostylus paulus
Leptostylus paulus là một loài bọ cánh cứng trong họ Cerambycidae.